# غودزيلا (فلم 1954)
غودزيلا (بالإنجليزية: Godzilla) هو فيلم خيال علمي تم إنتاجه في اليابان وصدر في سنة 1954. أنتجه تومويوكي تاناكا وقام بإخراجه إيتشيرو هوندا. من بطولة أكيرا تاكارادا، موموكو كوتشي، أكيهيكو هيراتا، تاكاشي شيمورا وهارو ناكاجيما.

## موجز
تتسبب نتائج تجارب الأسلحة النووية الأمريكية في صنع وحش شبيه بالديناصور على ما يبدو لا يمكن إيقافه.

## الميزانية والإيرادات
بلغت تكلفة إنتاج الفيلم حوالي 900,000 دولار بينما حقق أرباحا تقدر بـ 2,250,000 دولار.

## وصلات خارجية
- غودزيلا على موقع IMDb (الإنجليزية)
- غودزيلا على موقع ميتاكريتيك (الإنجليزية)
- غودزيلا على موقع الموسوعة البريطانية (الإنجليزية)
- غودزيلا على موقع روتن توميتوز (الإنجليزية)
- غودزيلا على موقع نتفليكس (الإنجليزية)
- غودزيلا على موقع ألو سيني (الفرنسية)
- غودزيلا على موقع Turner Classic Movies (الإنجليزية)
- غودزيلا على موقع أول موفي (الإنجليزية)
- غودزيلا على موقع فيلمافينيتي (الإسبانية)
- غودزيلا على موقع قاعدة بيانات الأفلام السويدية (السويدية)